# Karen Dior
Karen Dior (14 février 1967 - 25 août 2004) était le nom de scène de Geoffrey Gann, aussi connue comme Geoffrey Karen Dior. Gann était bisexuelle, américaine, drag queen, artiste pornographique, réalisatrice, chanteuse et écrivaine. Elle était connue comme une pionnière dans la popularisation des films pour adultes qui impliquaient des personnes trans[citation nécessaire].

## Vie et carrière
Née Geoffrey Gann dans le Missouri, Dior s'installe à Los Angeles à l'âge de 21 ans et commence à travailler dans un salon de beauté et participe à des représentations de spectacles de drag dans des bars de West Hollywood. En 1989, elle a commencé à apparaître dans des films pour adultes bisexuel et transgenres. Elle a joué dans près de 120 films pour adultes, sous le nom Dior, pour la plupart d'entre eux. Elle a également joué sous le nom de Geoff Dior, Rick Van, Geoffrey Karen Dior, Geoffrey Gann, et Geoff Gann.
Dans les années 1990, Dior est passée vers des rôles orientés pour la télévision et le cinéma. Son premier rôle a été dans le téléfilm Loni Anderson de 1992, The Price She Paid. Les autres grands travaux incluent quelques apparitions dans la série télévisée Xena, la guerrière, Head Over Heels, et Veronica's Closet.

## Vieillesse et mort
Dior a contracté le VIH en 1995, et elle a plus tard travaillé en tant que militante pour l'organisme AIDS,. Après avoir quitté l'industrie du film adulte, Dior a travaillé en tant qu'écrivaine et elle a publié sa première œuvre autobiographique, Sleeping Under the Stars, en 2001. Cette même année, elle a sorti un album (sous le nom de Geoffrey Karen Dior) S E X, et a été membre de deux groupes, le « Johnny Depp Clones » et « Goddess ». Elle a également obtenu un Ph. D. en philosophie de la religion et elle a été ordonnée au ministère.
Le 25 août 2004, Dior est morte de l'hépatite dû au sida.

## Filmographie sélectionnée

### Actrice
- Single White Shemale (1992)
- Mystery Date (1992)
- A River Made to Drown In (1997)
- Xena: Warrior Princess (1 épisode, 1997 - « Here She Comes... Miss Amphipolis »)
- Head Over Heels (1 épisode, 1997)
- Veronica's Closet (1 épisode, 1998)
- Double Down (2001)

### Réalisatrice
- I Dream Of Queenie (1997) « Produced and Directed »
- Genderella (1998)
- Playing the Odds (1998)
- Getting Personal (1999)
- Bi Athletes (2000)
- Bi-Dazzled (2001)
- Leather Temptation (2002)
- Bi-Sluts (2001) « 2001 AVN Bisexual Nominated Adult Film »

## Crédits
- (en) Cet article est partiellement ou en totalité issu de l’article de Wikipédia en anglais intitulé « Karen Dior » (voir la liste des auteurs).